# Pomorski i povijesni muzej Hrvatskog primorja
Pomorski i povijesni muzej Hrvatskog primorja u Rijeci je već četiri desetljeća jedno od važnijih stjecišta kulture u gradu. Smješten je u Guvernerovoj palači.

## Muzej
Svojim se stalnim postavom i mnogim izložbama iz svog ili fundusa ostalih hrvatskih muzeja uključuje u obilježavanje važnih događanja vezanih za povijest i kulturu Rijeke, Primorsko-goranske županije i Hrvatske, otkrivajući i tako djeliće nedovoljno poznate prošlosti.
Pomorski i povijesni muzej smješten izvan Hrvatskog primorja, sljednik je dviju muzejskih ustanova. Prva od njih je Museo Civico - Gradski muzej uz čiji se osnutak 1893. godine vezuje priča o čaši koju car Franjo Josip I. poklanja Gradu sa željom da bude pohranjena u gradskom muzeju. Druga je ustanova Gradski muzej Sušak, osnovan 1933. godine.
Oba muzeja 1949. prelaze pod istu upravu i dobivaju zajednički naziv Muzej hrvatskog primorja, koji se krajem 1953. mijenja u Narodni muzej, a potom je 28. lipnja 1961. osnovan Pomorski i povijesni muzej Hrvatskog primorja s postavom u nekadašnjoj Guvernerovoj palači gdje kao središnja muzejska ustanova Primorsko-goranske županije djeluje i danas.

## Guvernerova palača
Gradnju jednog od najljepših arhitektonskih ostvarenja u Rijeci s kraja 19. stoljeća za potrebe rezidencije kraljeva namjesnika potiče riječki guverner Lajos Batthyány, a projektiranje palače i nadzor gradnje mađarska vlada povjerava profesoru Alajosu Hauszmannu, uglednu mađarskom arhitektu. Izgrađena kao rezidencija u parku, neorenesansnoga stila, dijelom ambijentalno sačuvana interijera u čijem su oblikovanju sudjelovali poduzetnici te slikari i kipari iz Rijeke, Budimpešte i Trsta, Guvernerova je palača svjedok vremena u kojem je nastala, ali i burnih povijesnih događanja čije je nerijetko bila središte. Na njoj su vijorile zastave riječkih vladara, bila je središte guvernera, Narodnog vijeća SHS, u njoj su povijest ispisivali D'Annunzio i Zanella.
Danas je to palača muzeja koji prikuplja, čuva, obrađuje i prezentira predmete vezane uz povijest i kulturu područja Primorsko-goranske županije i grada Rijeke kao njezina središta od vremena prve naseljenosti u prapovijesti do 20. stoljeća.
U njoj se danas, osim muzejske djelatnosti, održavaju i razne kulturne manifestacije, koncerti, balovi pod maskama i sl. Isto tako u njoj se sklapaju građanski brakovi.

## Zanimljivosti
U parku ispred muzeja nalaze se cijevi za lansiranje torpeda koje nas podsjećaju da je ovo oružje zamišljeno, razvijeno, prvi put isprobano a zatim i niz desetljeća proizvođeno u Rijeci.

## Vanjske poveznice
- Pomorski i povijesni muzej Hrvatskog primorja Rijeka Hrvatska tehnička enciklopedija, portal hrvatske tehničke baštine. LZMK

### Ostali projekti
|  | Zajednički poslužitelj ima još gradiva o temi Pomorski i povijesni muzej Hrvatskog primorja |

### Službene stranice
- Pomorski i povijesni muzej Hrvatskog primorja Rijeka